# 倩女離魂
『倩女離魂』（せんじょりこん）は、元の鄭光祖による雑劇で、鄭光祖の代表作。唐代の伝奇小説『離魂記』に題材を取り、科挙試験のために旅だった王秀才を恋いる倩女の生霊が追う内容を持つ。
正名は『迷青瑣倩女離魂』。

## 成立
『倩女離魂』は、唐の陳玄祐『離魂記』（『太平広記』巻358「王宙」が引く）に題材を取っているが、話はかなり変えられている。

## 登場人物
- 夫人 - 張家の未亡人。姓は李。
- 倩女（せんじょ） - 夫人のむすめ。17歳。
- 梅香（ばいこう） - 倩女の侍女[2]。
- 王文挙（おうぶんきょ） - 倩女のいいなずけ。父は衡州[3]同知だったが、両親は死亡している。
- 張千（ちょうせん） - 王文挙の下男[2]。

## 構成
楔子（せっし、序）と4折（幕に相当）から構成され、全編を通じて倩女が歌う。

## あらすじ
楔子：衡州の王文挙と倩女は生まれる前からのいいなずけであるが、王の両親が早く死亡したためにまだ結婚していない。王文挙が夫人の家を訪れると、夫人は倩女を呼んで王文挙にあいさつをさせる。倩女はここではじめて王文挙に会う。王文挙は科挙試験のために長安に行くことを告げる。
第1折：ひと目あってからというもの、倩女は王文挙を思う気持ちが止まらない。秋、折柳亭で王文挙の送別の宴が開かれ、夫人は王に、科挙に合格して官途についてからでなければ結婚式をあげられないという。王は、役人になれたら必ず倩女と結婚すると約束し、出発する。
第2折：王文挙が去ってから倩女は病に臥せってしまった。王が旅の途中で琴を弾いていると、そこへ倩女の魂が追いかけてくる。王はそれが魂であることに気づかず、ともに長安に向かう。
第3折：翌年春、王文挙は状元となり、夫人に報告の手紙を書く。（本物の）倩女は病の中、王文挙が役人になった夢を見るが、そこへ張千が王文挙の手紙を届けてくる。しかし、手紙に「役人に任命された後に“小姐”とともに戻ります」と書いたため、それが自分の魂であると気づかない倩女は、王文挙がすでに長安で別人と結婚し、自分は捨てられたと思いこむ。
第4折：3年後、王文挙は故郷の衡州府判の官を得て倩女（の魂）とともに衡州に戻るが、夫人はやって来た倩女を見て化け物だと言う。王文挙が剣を抜いて倩女に正体を白状するよう迫ると、倩女の魂は昏睡中の本物の倩女と合体する。倩女は目をさまし、王文挙をなじるが、王文挙から説明されて、自分の分身が長安に行っていたのだろうと納得する。ふたりの結婚式があげられ、大団円で終わる。

## 日本語訳
宮原民平による日本語訳がある。